# Recinte murat de Lleida
El Recinte murat de Lleida és una obra de Lleida declarada bé cultural d'interès nacional.

## Descripció
Muralles a diferents cotes de nivell del turó que envolten recintes definint diferents ambients.
En els ambients interiors es troben els conjunts de la Seu Vella, la Suda i els dipòsits d'abastiment d'aigua de la ciutat.
Pedra en diferents composicions, restes dels palaus de la ciutat alta.

## Història
Llarga trajectòria constructiva que neix en els temps dels ibers -Porta del Sas- i acaba amb remodelacions dels segles XIX i XX.